# Ghillie

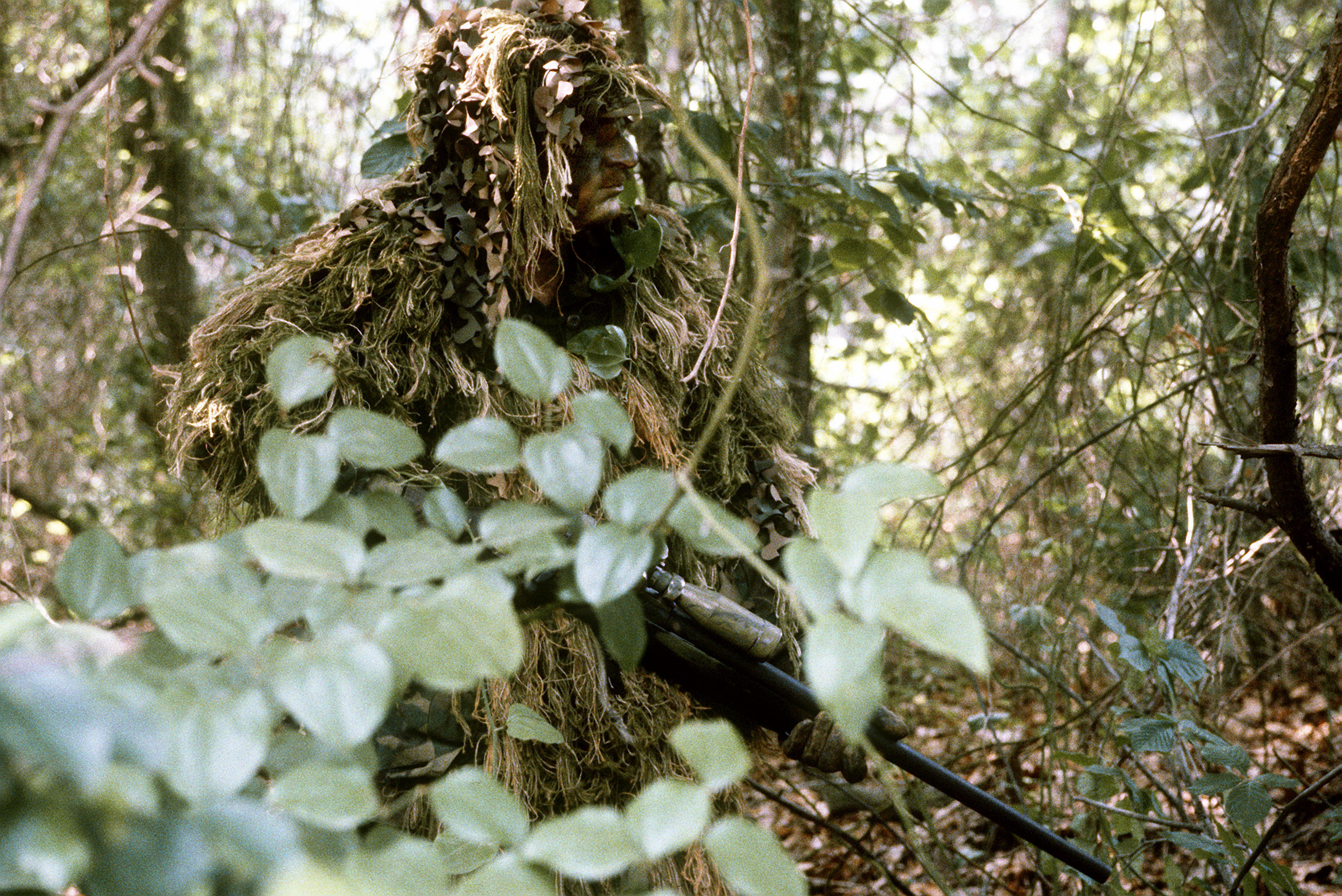
Tengerészgyalogos mesterlövész ghillieben

Ghillienek eredetileg a skót uradalmi vadászokat és erdészeket hívták. Az ő dolguk volt többek között a rőtvadak és vadorzók kilövése.
Elsőként ők csináltak hálókból és rongyokból álcaruhát, továbbá – feladatukból adódóan – jó lövők voltak. Idővel az angol hadsereg is felismerte eme képességek előnyeit, és alkalmazni kezdte őket mesterlövészként, kihasználva a lopakodásban, rejtőzködésben szerzett tapasztalataikat is.
A mai szóhasználatban a ghillie olyan álcázó öltözék, ami az egykori ghilliek által készített ruhákhoz hasonló. Elsősorban mesterlövészek, ritkábban vadászok használják. A hagyományos terepszínű ruhákhoz képest az az előnyük, hogy nem csak színes foltok törik meg a kontúrt, hanem a kusza vászoncsíkok ténylegesen megváltoztatják a használó személy körvonalait, a környezetbe tökéletesen beilleszkedve szinte még egész közelről is láthatatlanná téve őt.
Természetesen a megfelelő ghillie elkészítésénél fontos, hogy a terepnek megfelelő színösszeállítást alkalmazzunk. Javítja az álcázás hatékonyságát, ha a ruhát a környező növényzetből származó darabokkal egészítjük ki.
Egy jól elkészített ghillie a lövészt tökéletesen el tudja rejteni a kíváncsi szemek elől, de az infratávcső ellen nem véd a környezetbe illő szín és forma. A mesterlövészek számára ezért készülnek olyan változatok is, amik a hőkisugárzást minimálisra csökkentik, ezáltal az infrafelderítés elől is hatékonyan tudják elrejteni viselőjüket.